# Xènocles de Colargos
Xènocles (en grec antic: Ξενοκλῆς) fou un arquitecte de l'antiga Grècia del segle v aC natural de Colargos, un dem d'Atenes.
Va ser un dels arquitectes que va dirigir la construcció del temple de Demèter a Eleusis en temps de Pèricles. Sembla, segons el relat de Plutarc, que la seva tasca va consistir en un afegit a l'obra original, un frontó amb el seu timpà obert per donar llum a l'anatoron, la cambra principal del temple. En tot cas, la seva obra era important, i va donar lloc a un epigrama atribuït a Simònides de Ceos, encara que probablement era d'Antàgores de Rodes.